# 31 Leonis
Désignations
31 Leonis (en abrégé 31 Leo) est une étoile binaire de la constellation zodiacale du Lion, située juste au sud de Régulus. Elle porte également la désignation de Bayer de A Leonis, 31 Leonis étant sa désignation de Flamsteed. Elle est visible à l'œil nu avec une magnitude apparente de 4,37. D'après la mesure de sa parallaxe annuelle par le satellite Gaia, le système est situé à environ ∼ 300 a.l. (∼ 92 pc) de la Terre,. À cette distance, sa magnitude visuelle est diminuée de 0,12 en raison de l'extinction créée par la poussière interstellaire. Il s'éloigne du Système solaire à une vitesse radiale de +39,8 km/s.
Sa composante primaire, désignée 31 Leonis A, est une étoile géante rouge de type spectral K3,5 IIIb Fe-1:, avec la notation « Fe-1 » qui indique que son spectre présente une sous-abondance en fer, même si les deux points qui suivent indiquent une incertitude dans cette classification. Son abondance mesurée en fer est en effet similaire à celle du Soleil. Le rayon de l'étoile est 34 fois plus grand que le rayon solaire, elle est autour de 283 fois plus lumineuse que le Soleil et sa température de surface est de 4 066 K. Le compagnon, 31 Leonis B, est une étoile de magnitude 13,6 qui était située à une distance angulaire de 8,2 secondes d'arc et à un angle de position de 41° de l'étoile primaire en 2016.